# Istocheta ectinohopliae
Istocheta ectinohopliae là một loài ruồi trong họ Tachinidae.